# Mohammed Awad (Squashspieler)
Mohammed Awad (arabisch محمد عواد, DMG Muḥammad ʿAwād; * 5. Februar 1949 in Alexandria) ist ein ehemaliger ägyptischer Squashspieler.

## Karriere
Mohammed Awad war in den 1970er- und 1980er-Jahren als Squashspieler aktiv. Mit der ägyptischen Nationalmannschaft nahm er 1977 und 1979 an der Weltmeisterschaft teil. Zwischen 1982 und 1985 stand er dreimal im Hauptfeld der Einzelweltmeisterschaft, kam dabei aber nie über die erste Runde hinaus. In den Jahren 1972 und 1975 wurde er ägyptischer Vizemeister. 1981 gewann er die schwedische Meisterschaft, die für ausländische Spieler offen war.
Sein jüngerer Bruder Gamal Awad war ebenfalls Squashspieler.

## Erfolge
- Ägyptischer Vizemeister: 1972, 1975
- Schwedischer Meister: 1981